# Regering-Sánchez I
De regering-Sánchez was tussen 7 juni 2018 en 13 januari 2020, in het tweede deel van de twaalde legislatuur, de Spaanse regering. Het werd gevormd door de partijen PSOE en PSC. Het stond onder voorzitterschap van minister-president Pedro Sánchez en werd op 7 juni 2018 beëdigd als opvolger van de regering-Rajoy II die moest aftreden als gevolg van een motie van wantrouwen. De Spaanse wet vereist niet dat als een regering tijdens een legislatuurperiode valt, er voortijdige verkiezingen gehouden moeten worden, wat in dit geval ook niet gebeurd is. De regering-Sánchez was dan ook een minderheidsregering op basis van de uitslag van de parlementsverkiezingen op 26 juni 2016 en nam de regering over van de regering-Rajoy II met de intentie de twaalfde legislatuur af te maken. 
Begin 2019 zag Pedro Sánchez zich desalniettemin genoodzaakt verkiezingen uit te schrijven, omdat hij er niet in slaagde de begroting voor 2019 goedgekeurd te krijgen in het congres. Na deze verkiezingen op 28 april 2019 slaagden de Cortes Generales, het parlement, er niet in een nieuwe regering aan te stellen en werden er op 10 november nieuwe verkiezingen gehouden, waardoor de regering-Sánchez ook gedurende de gehele kortstondige dertiende legislatuur in demissionaire staat aanbleef.

## Regering-Sánchez I (2018–2020)
| Ambtsbekleder                            | Ambtsbekleder            | Ambtsbekleder                    | Functie                                           | Ambtstermijn      | Ambtstermijn      | Partij |
| ---------------------------------------- | ------------------------ | -------------------------------- | ------------------------------------------------- | ----------------- | ----------------- | ------ |
|                                          | Pedro Sánchez            | Pedro Sánchez (1972)             | Premier                                           | 1 juni 2018       | heden             | PSOE   |
|                                          | Carmen Calvo             | Carmen Calvo (1957)              | Vicepremier                                       | 1 juni 2018       | 12 juli 2021      | PSOE   |
| Minister van het Presidentschap          | Carmen Calvo             | Carmen Calvo (1957)              |                                                   | 1 juni 2018       | 12 juli 2021      | PSOE   |
| Minister voor Parlementaire Betrekkingen | Carmen Calvo             | Carmen Calvo (1957)              |                                                   | 1 juni 2018       | 12 juli 2021      | PSOE   |
| Minister voor Gelijkheid                 | Carmen Calvo             | Carmen Calvo (1957)              |                                                   | 1 juni 2018       | 12 juli 2021      | PSOE   |
|                                          | Fernando Grande-Marlaska | Fernando Grande- Marlaska (1962) | Minister van Binnenlandse Zaken                   | 1 juni 2018       | heden             | O      |
|                                          | Josep Borrell            | Josep Borrell (1947)             | Minister van Buitenlandse Zaken                   | 1 juni 2018       | 30 november 2019  | PSOE   |
|                                          | Margarita Robles         | Margarita Robles (1956)          | Minister van Buitenlandse Zaken                   | 30 november 2019  | 12 januari 2020   | O      |
|                                          | María Jesús Montero      | María Jesús Montero (1966)       | Minister van Financiën                            | 1 juni 2018       | heden             | PSOE   |
|                                          | Dolores Delgado          | Dolores Delgado (1962)           | Minister van Justitie                             | 1 juni 2018       | 12 januari 2020   | O      |
|                                          | Nadia Calviño            | Nadia Calviño (1968)             | Minister van Economische Zaken                    | 1 juni 2018       | heden             | O      |
|                                          | Reyes Maroto             | Reyes Maroto (1973)              | Minister van Industrie, Handel en Toerisme        | 1 juni 2018       | heden             | PSOE   |
|                                          | Margarita Robles         | Margarita Robles (1956)          | Minister van Defensie                             | 1 juni 2018       | heden             | O      |
|                                          | Carmen Montón            | Carmen Montón (1976)             | Minister van Volksgezondheid                      | 1 juni 2018       | 12 september 2018 | PSOE   |
|                                          | María Luisa Carcedo      | María Luisa Carcedo (1953)       | Minister van Volksgezondheid                      | 12 september 2018 | 12 januari 2020   | PSOE   |
|                                          | Magdalena Valerio=       | Magdalena Valerio (1959)         | Minister van Arbeid en Sociale Zaken              | 1 juni 2018       | 12 januari 2020   | PSOE   |
|                                          | Isabel Celaá             | Isabel Celaá (1949)              | Minister van Onderwijs                            | 1 juni 2018       | 12 juli 2021      | PSOE   |
| Regerings- woordvoerder                  | Isabel Celaá             | Isabel Celaá (1949)              | 12 januari 2020                                   | 1 juni 2018       |                   | PSOE   |
|                                          | Isabel Celaá             | Pedro Duque (1963)               | Minister van Hoger Onderwijs en Wetenschap        | 1 juni 2018       | 12 juli 2021      | O      |
|                                          | José Luis Ábalos         | José Luis Ábalos (1959)          | Minister van Transport en Infrastructuur          | 1 juni 2018       | 12 juli 2021      | PSOE   |
|                                          | Luis Planas              | Luis Planas (1952)               | Minister van Landbouw                             | 1 juni 2018       | heden             | PSOE   |
|                                          | Teresa Ribera            | Teresa Ribera (1969)             | Minister van Milieu                               | 1 juni 2018       | heden             | PSOE   |
|                                          | Meritxell Batet          | Meritxell Batet (1973)           | Minister van Regionale Zaken en Publieke Diensten | 1 juni 2018       | 20 mei 2019       | PSC    |
|                                          | Luis Planas              | Luis Planas (1952)               | Minister van Regionale Zaken en Publieke Diensten | 20 mei 2019       | 12 januari 2020   | PSOE   |
|                                          | Màxim Huerta             | Màxim Huerta (1971)              | Minister van Cultuur en Sport                     | 1 juni 2018       | 12 juni 2018      | O      |
|                                          | José Guirao              | José Guirao (1959–2022)          | Minister van Cultuur en Sport                     | 12 juni 2021      | 12 januari 2020   | O      |

Consitutieve legislatuur: Suárez II (1977-1979) · 
Legislatuur I: Suárez III (1979-1981), Calvo-Sotelo (1981-1982)  · 
Legislatuur II: González I (1982-1986) · 
Legislatuur III: González II (1986-1989) · 
Legislatuur IV: González III (1989-1993) · 
Legislatuur V: González IV (1993-1996) · 
Legislatuur VI: Aznar I (1996-2000) · 
Legislatuur VII: Aznar II (2000-2004) · 
Legislatuur VIII: Zapatero I (2004-2008) · 
Legislatuur IX: Zapatero II (2008-2011) · 
Legislaturen X en XI: Rajoy I (2011-2016) · 
Legislatuur XII: Rajoy II (2016-2018), Sánchez I (2018-2019) · 
Legislatuur XIII: Sánchez I (2019-2020)
Legislatuur XIV: Sánchez II (2020-2023) · 
Legislatuur XI: Sánchez III (2023-heden)